# Коммунистическая партия Норвегии
Коммунистическая партия Норвегии (КПН; норв. Norges Kommunistiske Parti) — коммунистическая партия в Норвегии, созданная в 1923. В годы Второй мировой войны партия играла значительную роль в сопротивлении норвежского народа немецкой оккупации страны. Партия выступает против политики неолиберализма и критично относится к ЕС.

## История
Коммунистическая партия Норвегии основана 4 ноября 1923 на учредительном съезде в Осло, проведённом представителями левого крыла Норвежской рабочей партии (НРП) после её раскола и выхода из Коминтерна. В состав КПН вошла также большая часть Союза молодежи НРП.
Сразу после создания КПН начала активную борьбу за политические и экономические права рабочих Норвегии.
В 1920-е годы в КПН были сильны анархистско-левые тенденции. В начале 1930-х партии удалось преодолеть свою организационную нестабильность и развернуть кампанию по объединению прогрессивных сил Норвегии в борьбе против фашистских тенденций в стране и в мире. В июле 1937 КПН проявила инициативу по проведению переговоров с НРП о единстве действий этих партий, однако переговоры были сорваны правым руководством НРП.

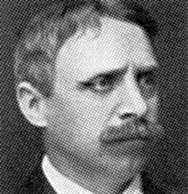
Адам Яльмар Эгеде-Ниссен, председатель КПН с 1934 по 1946

В 1937—1938 КПН проводила кампанию солидарности с республиканской Испанией, норвежские коммунисты участвовали в Интернациональных бригадах, сражавшихся в Испании на стороне республиканцев против испанских фашистов и немецких и итальянских интервентов.
В годы оккупации Норвегии фашистской Германией партия действовала в нелегальных условиях с августа 1940 года.
Члены КПН активно участвовали в движении Сопротивления немецким оккупантам и местным коллаборационистам, что способствовало росту рядов партии и увеличению её влияния среди норвежцев. 10 августа 1940 года КПН выступила с призывом активизировать борьбу против немецких оккупантов
После освобождения Норвегии в мае 1945 представители КПН участвовали в составе коалиционного правительства (июнь 1945), а на парламентских выборах в октябре 1945 партия получила 11,9 % голосов избирателей (11 мест в стортинге).
Однако в конце 1940-х — 1950-е годы в результате возросшего давления на партию и проявления внутренних разногласий влияние КПН в рабочем движении упало. Несмотря на это, партия явилась инициатором движения за запрещение атомного оружия, активно боролась против членства Норвегии в НАТО и последовавшей гонки вооружений, против усиления в стране влияния иностранного капитала, против принимавшихся в те годы правительством антирабочих законов.
В 1960—1970 положение внутри КПН стабилизировалось. Партия выступала за достижение единства действий левых сил и определивший конкретные требования норвежских коммунистов в борьбе за социально-экономические и демократические права трудящихся, за прекращение роста цен, уменьшение налогового бремени, расширение прав рабочих на производстве и установление 40-часовой рабочей недели, демократизацию руководства в профсоюзах, выход Норвегии из НАТО. Эти меры привели к укреплению позиций КПН в общественно-политической жизни страны и расширило её влияние в массах и массовых организациях трудящихся.

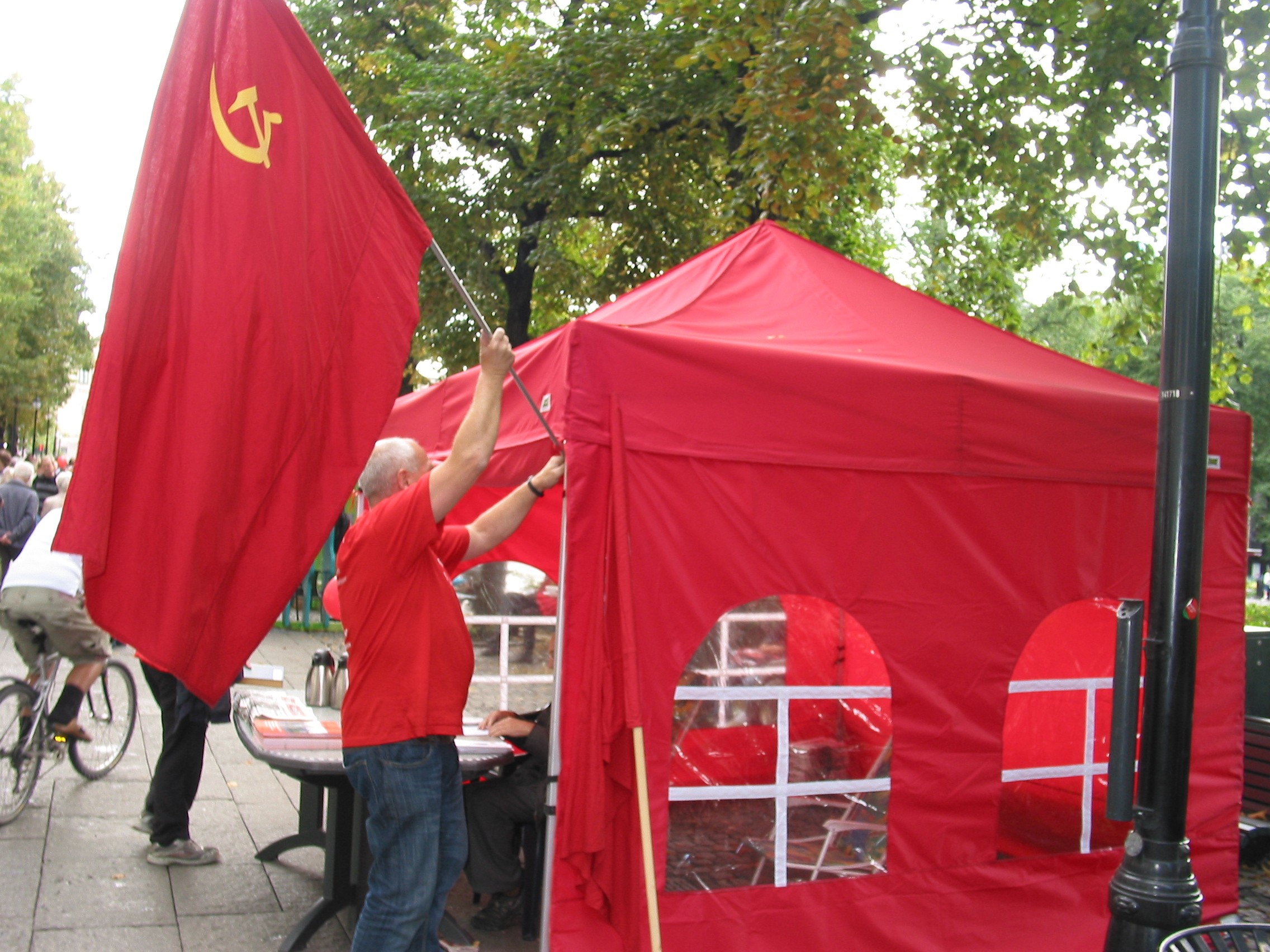
Агитация КПН в Осло в предвыборную кампанию 2009 г.

В 1971—1972 КПН принимала активное участие в массовом движении против присоединения Норвегии к Европейскому экономическому сообществу (ЕЭС). На референдуме по этому вопросу (сентябрь 1972) движение против членства Норвегии в ЕЭС одержало победу, собрав 53,49 % голосов.
На парламентских выборах 1973 КПН участвовала в союзе с Социалистической народной партией в составе Социалистического избирательного союза, лидер КПН Рейдар Ларсен был избран в парламент. КПН принимала активное участие в преобразовании избирательного союза в Социалистическую левую партию (сегодня — крупнейшая левая партия Норвегии), однако в итоге приняла решение не входить в неё (на съезде партии в 1975 году 113 делегатов проголосовали за независимость КПН, тогда как за слияние с СЛП — только 30).

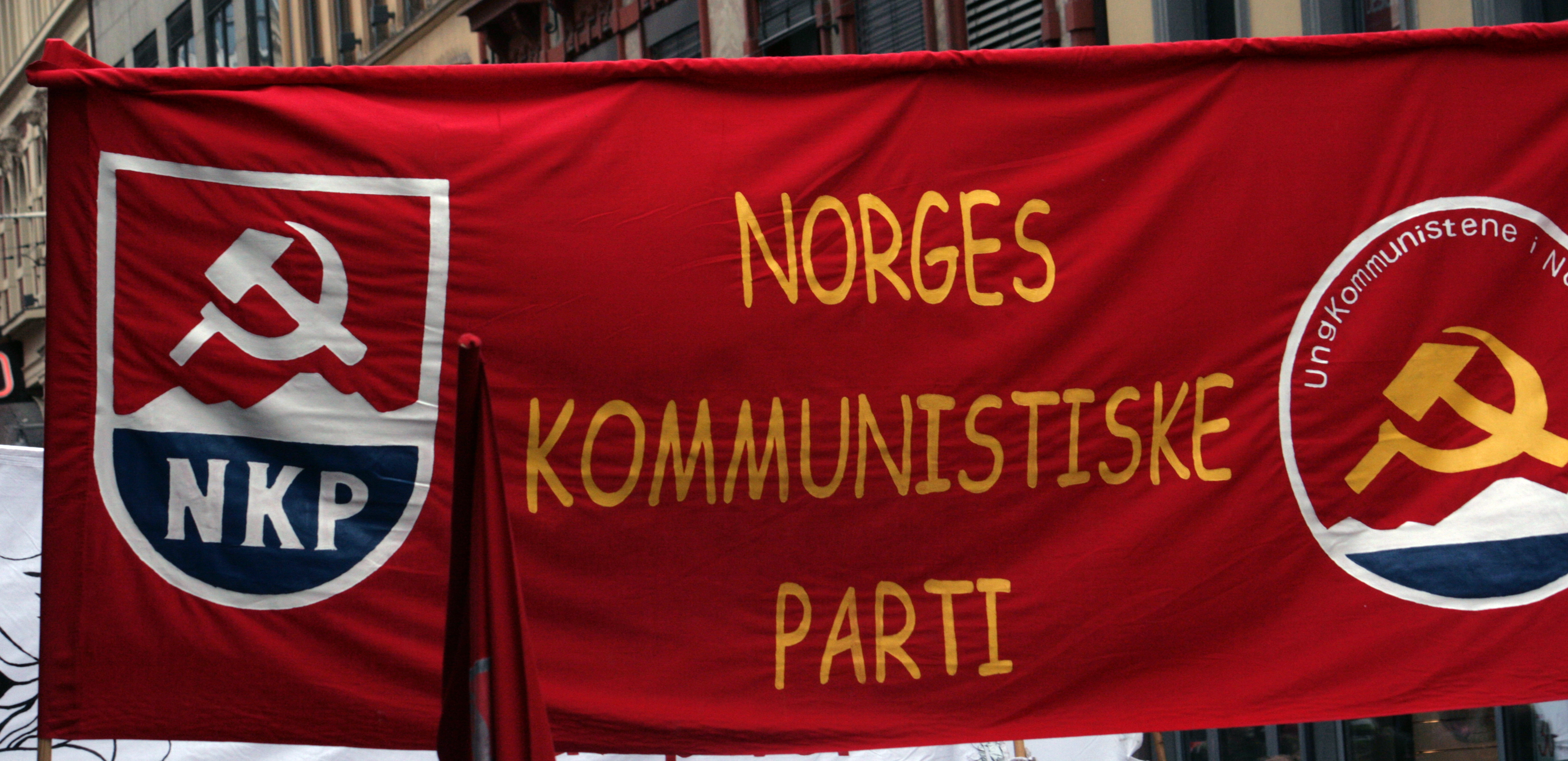
1 мая 2010 в Осло. Растяжка КПН.

После начала в СССР Перестройки КПН дистанцировалась от советского опыта, в партийных документах всё чаще стала апеллировать к «демократическому социализму». На парламентских выборах 1989 г. партия выступала в союзе с Рабочей коммунистической партией, Красным избирательным альянсом и независимыми социалистами. Подобные блоки имели место и позднее, однако в середине 1990-х КПН отказалась от такой тактики.
Молодёжная организация КПН — Молодые коммунисты Норвегии (UngKom), создана в 2006, выпускает газету «Товарищ» (норв. Kameraten).

## Председатели КПН
- Стёстад, Сверре Корнелиус Эйлертсен (1923—1925)
- Фуруботн, Педер (1925—1930)
- Кристиансен, Генри Вильгельм (1931—1934)
- Эгеде-Ниссен, Адам (1934—1940 и 1945—1946)
- Лёвлиен, Эмиль (1946 — март 1965)
- Ларсен, Рейдар Торальф (март 1965 — ноябрь 1975)
- Кнутсен, Мартин (ноябрь 1975 — январь 1982)
- Клевен, Ханс (январь 1982 — май 1987)
- Нильсен, Коре Андре (май 1987—1991)
- Иверсен, Ингве (1991—1992)
- Крог, Терье (1992—1998, один из сопредседателей)
- Ундерлид, Кьелль (1992—2000, один из сопредседателей)
- Линдтнер, Пер Лотар (1992—2000, один из сопредседателей; 2000—2001, председатель)
- Гёзет, Зафер (2001—2010)
- Якобсен, Свен Хокон (с 2010)